# 70207 Davidunlap
70207 Davidunlap este un asteroid din centura principală de asteroizi.

## Descriere
70207 Davidunlap este un asteroid din centura principală de asteroizi. A fost descoperit pe 4 septembrie 1999 la Anza, California de Michael Collins (astronom) și Minor White (astronom). Asteroidul prezintă o orbită caracterizată de o semiaxă mare de 2,39 ua, o excentricitate de 0,10 și o înclinație de 7,1° în raport cu ecliptica.